# Bačetín
Bačetín (deutsch Batschetin) ist eine Gemeinde in Tschechien. Sie befindet sich sechs Kilometer östlich der Stadt Dobruška am Fuße des Adlergebirges, im Übergang der Bergländer Náchodská vrchovina und Deštenské hornatiny und gehört dem Okres Rychnov nad Kněžnou an.

## Geschichte

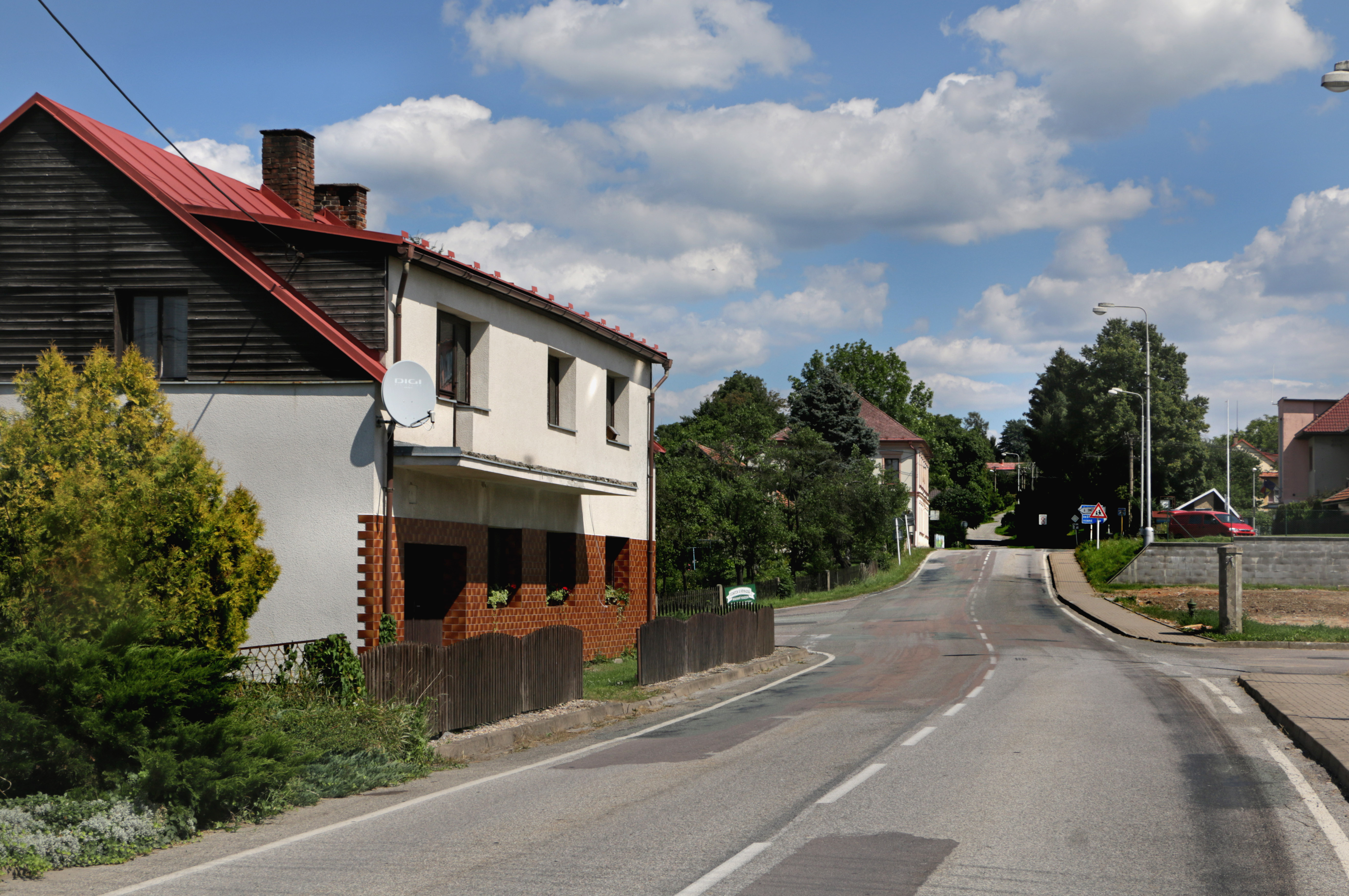
Bačetín

Das 1458 erstmals erwähnte Bačetín ist ein Ort, der nicht – wie andere Dörfer in der Gegend – mit Bevölkerungsschwund zu kämpfen hat. Als Vorort von Dobruška und Nové Město nad Metují ist es ein beliebter Naherholungsort, in dem immer mehr Einfamilienhäuser gebaut werden.

## Ortsgliederung
Zur Gemeinde Bačetín gehören der Ortsteil Sudín (Sudin) und die Ansiedlung Brtva (Zeidler).